# Paso de Klujor
El paso de Klujor (en ruso: Клухо́рский перева́л, en georgiano: ქლუხორის უღელტეხილი) es un puerto de montaña a 2781 m, fronterizo entre la república de Karacháyevo-Cherkesia de Rusia y el distrito de Gulripshi de Abjasia/Georgia. El puerto tiene una longitud de 45 km. Está situado en la cordillera principal del Gran Cáucaso.
La ruta sigue el curso de los ríos Séverni Klujor (afluente del río Teberdá -cuenca del Kubán-) y Klich (afluente del Río Sakeni), en cuyo valle acaba el paso por el sur.
El paso de Klujor es el tramo montañoso más alto de la carretera militar de Sujumi. El tramo de la carretera que pasa por el paso de Klujor no es apto para el tráfico de automóviles. Las conexiones de transporte a lo largo de la carretera militar de Sujumi dependen del clima en el paso. Las ventiscas son comunes aquí en invierno.
Es la frontera tradicional entre Apsilia y Karachái.

## Historia

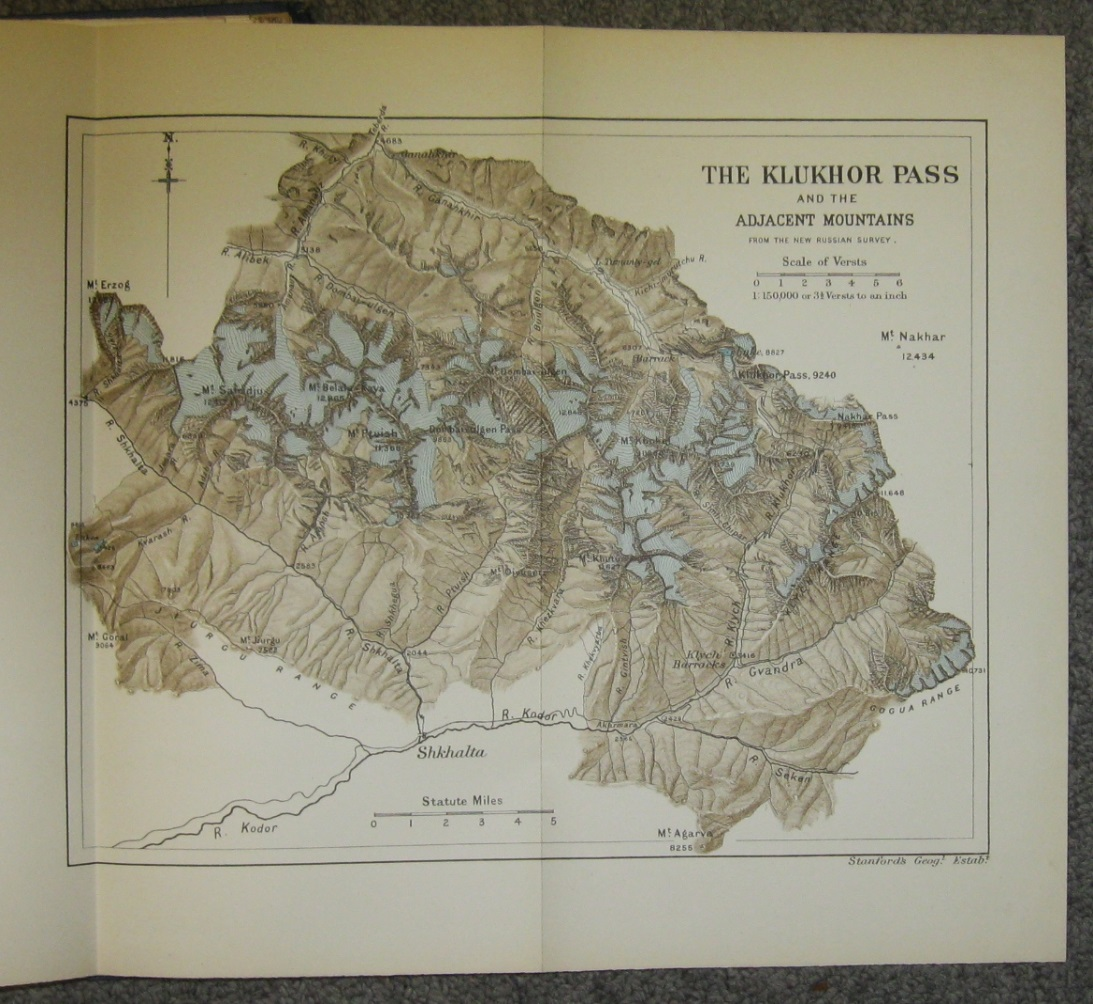
Mapa del paso.

En agosto de 1942, la el paso fue defendido por el 1º batallón del 85.º regimiento de infantería de la 394.ª división de infantería. El 15 de agosto de 1942, el paso de Klujor fue capturado por unidades fascistas alemanas de la 1.ª División de Infantería de Montaña Edelweiss, avanzando por la carretera militar de Sujumi. Los combates por el paso continuaron hasta el 21 de octubre, pero no fue posible desalojar al enemigo de posiciones tácticamente importantes en la vertiente sur del paso. Sin embargo, después del cerco del 6º ejército alemán cerca de Stalingrado, las tropas alemanas comenzaron a abandonar el Cáucaso Norte y en enero de 1943 abandonaron el paso.
Después del conflicto armado entre Georgia y Abjasia de 1992-1993, se cerró el tráfico a lo largo de la carretera militar de Sujumi.

## El paso en el arte
La pintora georgiana Elena Ajvlediani pintó el cuadro L. P. Veria organiza la defensa del Cáucaso en el paso de Klujor.

## Flora y fauna
En la zona se halló una especie de roedor endémica al lugar: el Sicista kluchorica. y crece la carex oreophila.